# Stanley Johnson
Stanley Herbert Johnson Jr. (Fullerton, California, 29 de mayo de 1996) es un jugador de baloncesto estadounidense que pertenece a la plantilla de los South Bay Lakers de la G League. Con 1,98 metros de altura, juega en la posición de escolta.

## Trayectoria deportiva

### Instituto
Johnson asistió al instituto "Mater Dei High School" en 2010 y se graduó el 31 de mayo de 2014, donde jugó en el equipo de baloncesto durante cuatro años y ganó cuatro campeonatos de baloncesto de la División I de la California Interscholastic Federation en sus cuatro temporadas. Johnson jugó y defendió las cinco posiciones en el instituto.
En su primera temporada como "freshman" en 2010-11, Stanley ayudó a los Monarchs del instituto "Mater Dei High School" al campeonato de la División I de la California Interscholastic Federation y a un récord de 32-3.
En su segunda temporada como "sophomore" en 2011-12, Johnson registró 21 puntos y 11 rebotes en el partido por el campeonato estatal de 2012, donde ayudó a liderar a su equipo a su segundo título estatal consecutivo de la División I de la CIF, con una marca de 34-2 y una clasificación final nacional de séptimo por USA Today; fue titular en los 35 partidos y promedió 16,0 puntos, 8,0 rebotes, 2,0 asistencias y 3,0 robos por partido.
En su tercera temporada como "júnior" en 2012-13, Johnson ayudó a liderar a su equipo a su tercer título estatal consecutivo de la División I de la CIF, con un récord de 34-2 y una clasificación final nacional de número 1 por USA Today; fue titular en los 35 partidos y promedió 18,0 puntos, 8,0 rebotes, 2,0 asistencias y 3,0 robos por partido.
En su cuarta y última temporada como senior en 2013-14, ayudó nuevamente a liderar a su equipo a su cuarto título estatal consecutivo de la División I de la CIF, con una marca de 35-0 y una clasificación final nacional de número 1 por USA Today; fue titular en los 35 partidos y promedió 25,0 puntos, 8,0 rebotes, 2,0 asistencias y 3,0 robos por partido.
Calificado como uno de los mejores jugadores de instituto de 2014 por Rivals.com, Scout.com y ESPN. Fue cuatro veces campeón estatal de la California Interscholastic Federation. En 2014 al finalizar su carrera en el instituto, Johnson jugó el McDonald's All-American Game, el Jordan Brand Classic y el Nike Hoop Summit de ese año. También fue elegido en el primer quinteto del "All-USA" de 2014 por USA Today.

### Universidad
Johnson se comprometió con la Universidad de Arizona el 15 de noviembre de 2013. Jugó una única temporada con los Wildcats, en la que promedió 13,8 puntos y 6,5 rebotes por partido. Fue elegido Novato del Año de la Pacific-12 Conference e incluido en el mejor quinteto de la conferencia.

#### Estadísticas
| Año     | Equipo  | PJ | PT | MPP  | %TC  | %3P  | %TL  | RPP | APP | ROB | TPP | PPP  |
| ------- | ------- | -- | -- | ---- | ---- | ---- | ---- | --- | --- | --- | --- | ---- |
| 2014–15 | Arizona | 38 | 38 | 28.4 | .446 | .371 | .742 | 6.5 | 1.7 | 1.5 | .4  | 13.8 |

### Profesional

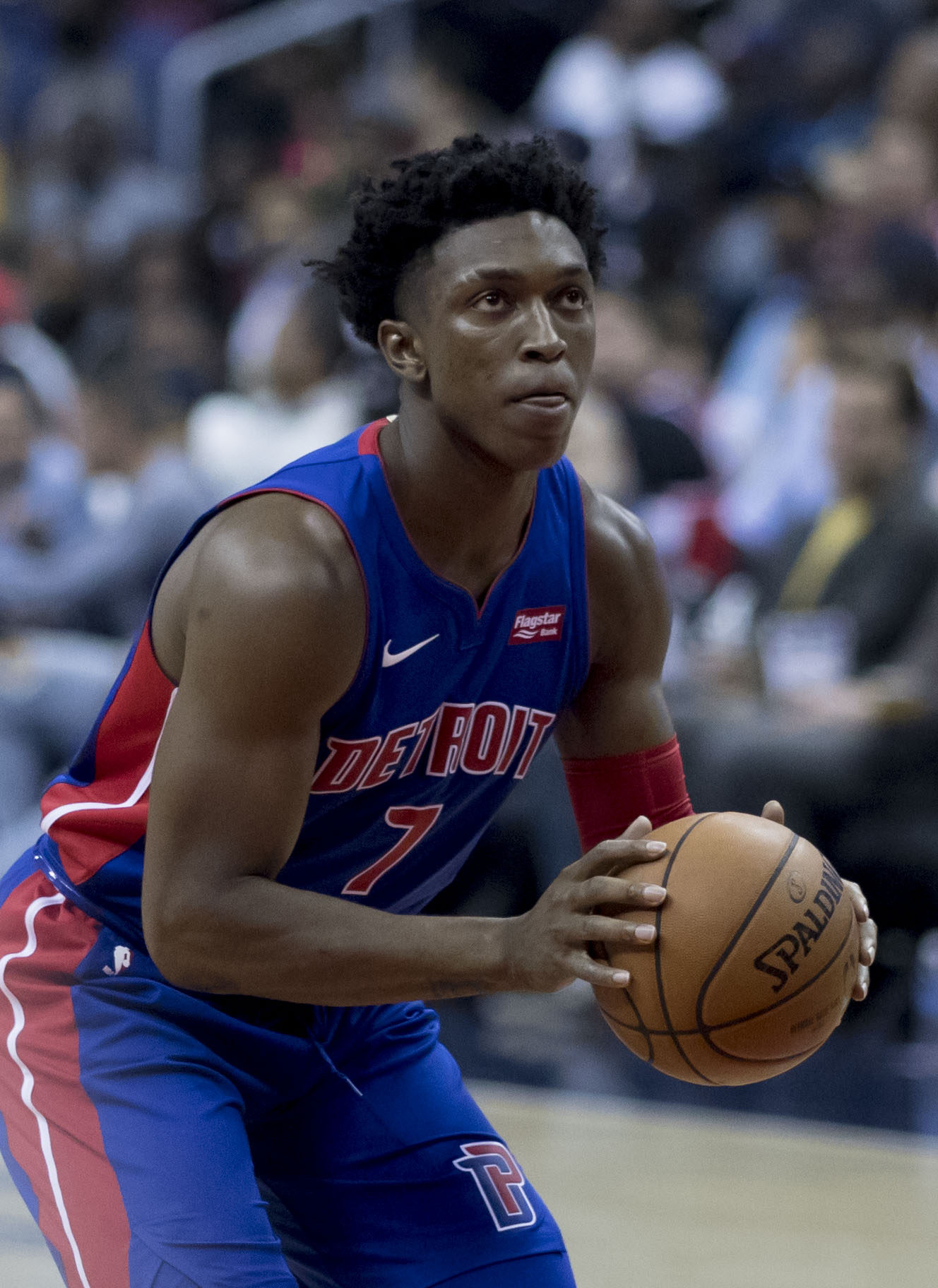
Johnson con los Pistons en 2017.

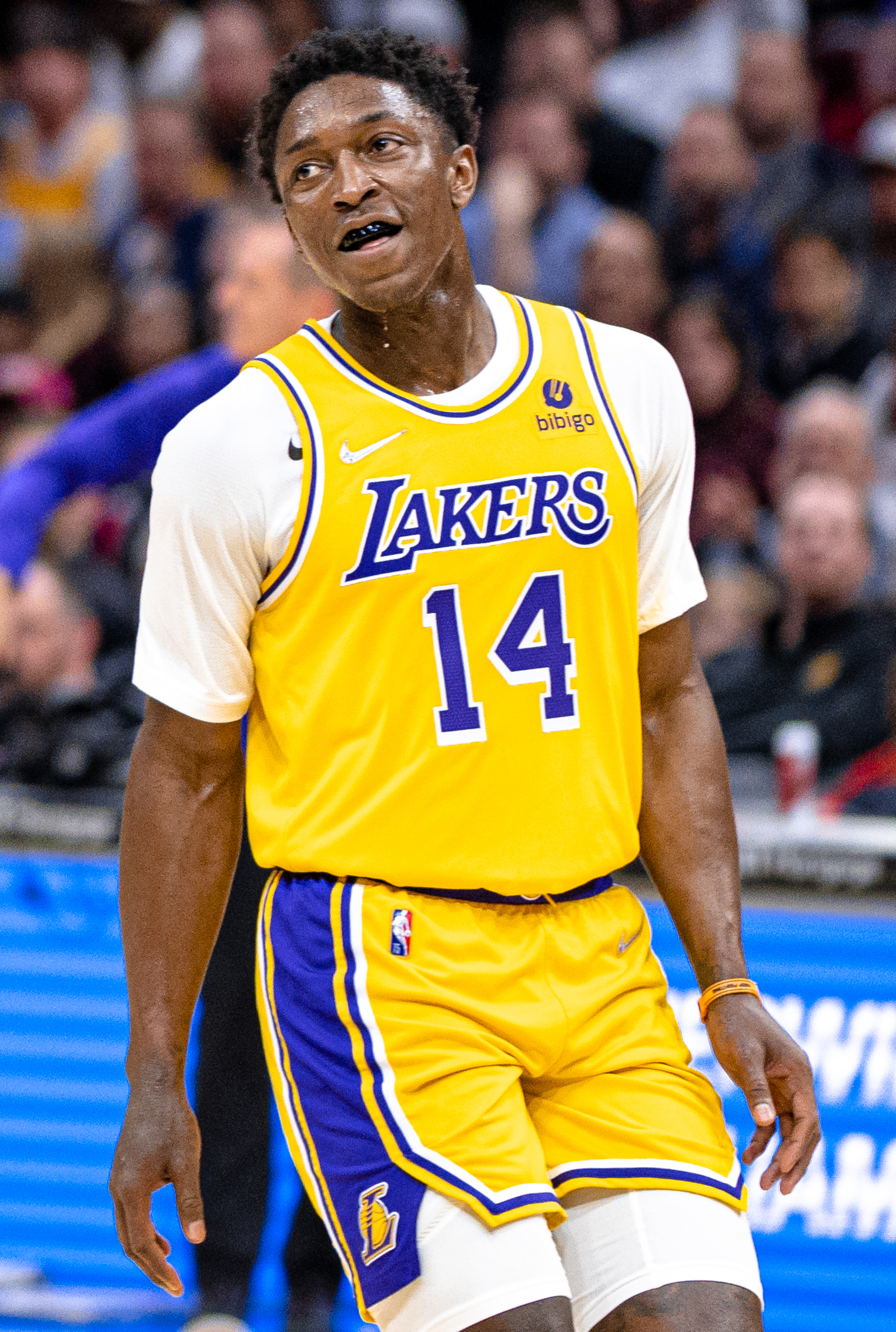
Johnson con los Lakers en 2022.

Fue elegido en la octava posición del Draft de la NBA de 2015 por Detroit Pistons equipo con el que firmó contrato tras destacar en las Ligas de Verano. En su primera temporada promedió 8,1 puntos y 4,2 rebotes por partido.
Tras tres temporadas y media en Detroit, el 6 de febrero de 2019, es traspasado a Milwaukee Bucks a cambio de Thon Maker, y posteriormente a New Orleans Pelicans en otro acuerdo a tres bandas.
El 7 de julio de 2019, firma un contrato con Toronto Raptors de $7,5 millones por 2 años.
El 21 de mayo de 2021, logra el su mejor registro anotador con 35 puntos ante Chicago Bulls.
En verano de 2021 se convierte en agente libre, y el 6 de septiembre de 2021 firma con Chicago Bulls, pero fue cortado antes del inicio de la temporada. El 15 de noviembre firmó con los South Bay Lakers de la G League, donde jugó seis partidos y promedió 15,3 puntos, 6,7 rebotes, 2,2 asistencias y 2,17 robos.
El 24 de diciembre de 2021, Johnson firmó un contrato de 10 días con Los Angeles Lakers. Renovando por otros 10 días el 6 de enero de 2022, y un tercer contrato el 17 de enero. Firmando finalmente un contrato de dos años, el 26 de enero.
El 24 de agosto de 2022 es traspasado, junto a Talen Horton-Tucker a Utah Jazz, a cambio de Patrick Beverley. Pero el 15 de octubre es cortado por los Jazz.
El 8 de diciembre de 2022, firma por los Sioux Falls Skyforce de la G League. Pero el 13 de diciembre recibe una oferta por un año con San Antonio Spurs para volver a la NBA.
El 12 de febrero de 2023, es cortado por los Spurs. Dos días después regresó a los Sioux Falls Skyforce.
El 6 de diciembre de 2023, es adquirido por los Stockton Kings.
En julio de 2024 decide marcharse a Turquía, y firma con el Anadolu Efes de la Basketbol Süper Ligi y la Euroliga. En febrero de 2025 se le concedió permiso para abandonar temporalmente el equipo y regresar a los Estados Unidos por motivos familiares. El 11 de febrero abandonó definitivamente el equipo turco. Ya en su país firmó con los South Bay Lakers.

## Selección nacional
Johnson ganó medallas de oro en el Campeonato FIBA Américas Sub-16 de 2011, en el Campeonato Mundial de Baloncesto Sub-17 de 2012, y en el Campeonato FIBA Américas Sub-18 de 2014. Johnson sirvió como capitán del equipo de 2014 y ganó el MVP del Campeonato.

## Estadísticas de su carrera en la NBA

### Temporada regular
| Año     | Equipo      | PJ  | PT  | MPP  | %TC  | %3P  | %TL  | RPP | APP | ROB | TPP | PPP |
| ------- | ----------- | --- | --- | ---- | ---- | ---- | ---- | --- | --- | --- | --- | --- |
| 2015-16 | Detroit     | 73  | 6   | 23.1 | .375 | .307 | .784 | 4.2 | 1.6 | .8  | .2  | 8.1 |
| 2016-17 | Detroit     | 77  | 1   | 17.8 | .353 | .292 | .679 | 2.5 | 1.4 | .7  | .3  | 4.4 |
| 2017-18 | Detroit     | 69  | 50  | 27.4 | .375 | .286 | .772 | 3.7 | 1.6 | 1.4 | .2  | 8.7 |
| 2018-19 | Detroit     | 48  | 7   | 20.0 | .381 | .282 | .804 | 3.6 | 1.3 | 1.0 | .3  | 7.5 |
| 2018-19 | New Orleans | 18  | 0   | 13.7 | .418 | .324 | .692 | 2.3 | 1.6 | .7  | .1  | 5.3 |
| 2019-20 | Toronto     | 25  | 0   | 6.0  | .373 | .292 | .563 | 1.5 | .8  | .2  | .2  | 2.4 |
| 2020-21 | Toronto     | 61  | 13  | 16.5 | .382 | .328 | .800 | 2.5 | 1.5 | .9  | .3  | 4.4 |
| 2021-22 | L.A. Lakers | 48  | 27  | 22.8 | .466 | .314 | .716 | 3.2 | 1.7 | .9  | .3  | 6.7 |
| 2022-23 | San Antonio | 30  | 0   | 15.6 | .533 | .450 | .667 | 3.2 | 2.2 | .5  | .2  | 5.8 |
| Total   | Total       | 449 | 104 | 19.8 | .391 | .305 | .748 | 3.1 | 1.5 | .9  | .2  | 6.2 |

### Playoffs
| Año   | Equipo  | PJ | PT | MPP  | %TC  | %3P  | %TL   | RPP | APP | ROB | TPP | PPP |
| ----- | ------- | -- | -- | ---- | ---- | ---- | ----- | --- | --- | --- | --- | --- |
| 2016  | Detroit | 4  | 0  | 20.3 | .522 | .600 | 1.000 | 4.0 | .0  | .3  | .0  | 8.0 |
| 2020  | Toronto | 3  | 0  | 6.7  | .445 | .400 | 1.000 | 1.3 | 2.0 | .0  | .0  | 4.3 |
| Total | Total   | 7  | 0  | 14.4 | .500 | .533 | 1.000 | 2.9 | .9  | .1  | .0  | 6.4 |